# کازان‌پینار (دینار)
کازان‌پینار (به ترکی استانبولی: Kazanpınar) یک منطقهٔ مسکونی در ترکیه است که در دینار (شهر) واقع شده‌است.